# Berit Nesheim
Berit Nesheim, född 8 januari 1945 i Trondheim, är en norsk filmregissör.
Berit Nesheim växte upp i Bergen och utbildade sig i språk, litteratur och psykologi på Universitetet i Oslo, där hon tog en fil. mag.-examen 1974. Hon började arbeta på Norsk Rikskringkasting under studietiden. Föruutom på NRK har hon arbetat som speciallärare på Statens senter for barne- og ungdomspsykiatri 1976-77 och som skolpsykolog i Sarpsborg 1980-81.
Berit Nesheim har gjort filmer för TV och biografer. År 1992 fick hon Amandapriset för Frida - med hjärtat mitt i handen. Søndagsengler blev Norges mest sedda film 1996.

## Filmografi
- Skolen (2004) TV-serie
- Brigaden (2002) TV-serie
- Soria Moria (2000) TV-serie
- Evas øye (1999)
- Nr. 13 (1998) TV-serie
- Offshore (1996) TV-serie
- Söndagsänglar (Søndagsengler) (1996)
- Högre än himlen (Høyere enn himmelen) (1993)
- Frida - med hjärtat mitt i handen (Frida - med hjertet i hånden) (1991)